# Pauline Jeanneret
Pauline Jeanneret (1 de marzo de 1987) es una deportista francesa que compitió en curling. Ganó una medalla de bronce en el Campeonato Mundial de Curling Mixto Doble de 2011.

## Palmarés internacional
| Campeonato Mundial Mixto Doble | Campeonato Mundial Mixto Doble | Campeonato Mundial Mixto Doble | Campeonato Mundial Mixto Doble |
| Año                            | Lugar                          | Medalla                        | Prueba                         |
| ------------------------------ | ------------------------------ | ------------------------------ | ------------------------------ |
| 2011                           | Saint Paul (Estados Unidos)    | Medalla de bronce              | Mixto doble                    |